# 蛍光相関分光法
蛍光相関分光法（けいこうそうかんぶんこうほう、Fluorescence correlation spectroscopy：FCS）とは、蛍光物質の分子運動を調べるために用いられる方法で、蛍光の自己相関を利用する。物理学、化学、生物学で応用されている。初めての実験は1972年に行われたが、特に1990年代に技術が発展した。現在では蛍光物質に限らず、その他の発光（反射、散乱、Qドットなどの発光、リン光、また蛍光共鳴エネルギー移動(FRET)など）にも同じ原理が応用される。さらに自己相関でなく2つの蛍光チャネルの相互相関を用いる蛍光相互相関分光（Fluorescence cross-correlation spectroscopy：FCCS）もある。
分光という言葉は普通、波長スペクトルの意味に用いられているが、この場合には時間スペクトルを意味する。

## 方法・原理
普通、光学顕微鏡（特に共焦点顕微鏡または2光子顕微鏡）を用いる。サンプルの微小範囲に光を当て、蛍光強度のゆらぎを測定する。強度スペクトル（パワースペクトル）を逆フーリエ変換すると時間スペクトルが得られ、時間的自己相関が分析できる。ゆらぎは分子の拡散、物理・化学的反応、凝集などの強度または量による。生物学では緑色蛍光タンパク質（GFP）でラベルしたタンパク質の相互作用の研究に使われる。得られた結果を適切なモデルに当て嵌めることにより、拡散係数、流体回転半径、化学反応速度などを求めることができる。